# Carnières
Carnières település Franciaországban, Nord megyében. Lakosainak száma 987 fő (2022. január 1.). Carnières Rieux-en-Cambrésis, Avesnes-les-Aubert, Beauvois-en-Cambrésis, Boussières-en-Cambrésis, Cagnoncles, Cattenières, Cauroir, Estourmel és Fontaine-au-Pire községekkel határos.

## Népesség
A település népességének változása:
| Lakosok száma | 1078 | 1093 | 1110 | 1073 | 1047 | 1020 | 1009 | 998  | 987  |
|               | 2013 | 2015 | 2016 | 2017 | 2018 | 2019 | 2020 | 2021 | 2022 |